# Doosan Arena
Die Doosan Arena ist ein Fußballstadion in der westböhmischen Stadt Pilsen. Bis zum November 2011 trug die Spielstätte den Namen Stadion města Plzně (deutsch Stadion der Stadt Pilsen), bevor der südkoreanische Mischkonzern Doosan Namenssponsor wurde. Der Fußballverein Viktoria Pilsen trägt hier seine Heimspiele aus. Umgangssprachlich wird es Stadion ve Štruncových sadech (deutsch Stadion im Štrunc-Park) genannt.
Die Kapazität betrug nach der Renovierung 2011 insgesamt 13.000, davon 11.700 Sitzplätze. Zudem wurde das Stadion in ein reines Fußballstadion ohne Leichtathletikanlage umgewandelt.

## Geschichte
Der Baubeginn für das Stadion im Stadtpark Štruncovy sady war 1953, zwei Jahre später war es fertiggestellt. Das Fassungsvermögen betrug 25.000 Zuschauer. Architekten des Projekts waren B. Kavan und J. Brabec von Stavoprojekt Plzeň.
Das bisher einzige Fußball-Länderspiel im Stadion ve Štruncových sadech fand am 26. April 1972 statt. In einem Freundschaftsspiel besiegte die Tschechoslowakei die Mannschaft aus Luxemburg vor 5000 Zuschauern mit 6:0.
1997 stieg die Kapazität auf 35.000, davon 7600 überdachte Plätze auf der Tribüne, zudem wurde eine Rasenheizung eingebaut. Ein Jahr später wurde eine Laufbahn installiert; seitdem fanden im Stadion regelmäßig Leichtathletikveranstaltungen statt, 2004 beispielsweise die tschechischen Meisterschaften.
2002 wurde das Stadion durch Hochwasser stark beschädigt, anschließend wurde es grundlegend saniert. Ein Teil der Stehplätze wurde abgesperrt, in anderen Bereichen, auch auf der Haupttribüne, wurden Plastiksitzschalen installiert. Die Kapazität sank somit auf etwa 7500 Plätze. Das Stadion bestand aus einer überdachten Haupttribüne und unüberdachten Sitzplätzen im restlichen Bereich.
Am 6. Mai 2007 fand im Stadion ein American-Football-Spiel zwischen den Pilsen Patriots und den Liberec Highlanders statt.
Beim Umbau 2011 wurden drei Tribünen abgerissen, die Haupttribüne blieb als einzige bestehen und wurde nur teilweise renoviert. Während des Umbaus trug Viktoria Pilsen seine internationalen Spiele in der Synot Tip Arena in Prag aus. Als erstes Spiel im fertigen Stadion, wurde am 16. Februar 2012 das UEFA-Europa-League-Sechzehntelfinal-Hinspiel gegen den FC Schalke 04 ausgetragen, welches 1:1 endete.
Mit den Renovierungsarbeiten von 2015 bis 2016 wurde die Modernisierung des Stadions abgeschlossen. Von 2011 bis 2016 wurden insgesamt 508 Mio. CZK (rund 19,8 Mio. Euro) in den Umbau investiert. Momentan bietet das Stadion überdachte 11.700 Sitzplätze.